# Лабори
Ла́бори — профессиональные «христорадники». Этим именем называли мужчин, жителей местечка Яново (современный город Иваново Брестской области Белоруссии), которые ходили по миру, собирая деньги на строительство и восстановление храмов. Настоятели многих церквей пользовались услугами лаборей.

## Происхождение
С давних пор местечко Яново принадлежало королям Речи Посполитой, и это давало его жителям некоторые льготы. Крестьяне, отбыв так называемую «милевую повинность», то есть поставив по требованию королевской администрации определенное количество подвод, были предоставлены сами себе. Так получилось, что свободного времени яновцы имели больше, чем прочие селяне, а вот земли — меньше. И они нашли способ обращать «лишнее» время в деньги.
После присоединения белорусских земель к Российской империи деятельность лаборей не прекратилась. Более того, они почувствовали покровительство со стороны властей, так как придерживались всегда православия, как и новая администрация.
Профессиональные странники считали свой образ жизни благочестивым и единственно правильным, однако отношение окружающих к их занятию было не столь однозначным. Многие недолюбливали назойливых ходоков.

## Одежда и обычаи
От жителей соседних деревень лабори отличались даже одеждой. Традиционным белорусским маргелкам предпочитали шапки с козырьком. Будучи крестьянами, лапти не носили принципиально, обували сапоги с высоким голенищем. В холодную погоду носили расшитые полушубки. Жены лаборей славились расторопностью и находчивостью. Многие были грамотными.

## Место и время деятельности
Ареал деятельности лаборей был чрезвычайно широк: от Украины до Прибалтики и от Молдавии до Центральной России. Не пренебрегали лабори никакой жертвой: деньги, холст, пеньку, лен, шерсть — всё принимали. И, вопреки различным слухам и наветам, значительная часть собранных средств действительно шла на возведение и реставрацию церквей.
Некоторые исследователи считают, что не без участия лаборей сохранились до наших дней две деревянные церкви XVIII века постройки: Николаевская церковь в д. Дружиловичи и Петропавловская в д. Мохро.
Лаборский «промысел» существовал в Яново до начала 40-х годов XX столетия, когда местечко, как и вся Западная Беларусь, вошло в состав СССР.
Сегодня[когда?] ивановская интеллигенция загорелась идеей поставить в городе памятник лаборю.

## Словарь
За годы странствий для избавления в дороге от чужих ушей у лаборей выработался свой особенный диалект, многие слова которого безвозвратно утрачены. Но сотрудники ивановской районной библиотеки создали рукописный «Дыялектычны слоўнік лабарскай гаворкі», который включает в себя 299 слов. Ниже приводятся примеры:
- бедняк — шандрак
- богатый — студэнь
- больница — пандикала
- вода — бэлька
- волосы — патлы
- женщина — цуба
- девушка — карывонька
- деловой мужик — пецкель
- дом — хаза
- еда — тройня
- жизнь — выгуванка
- конец — хана
- красть — япэрыть
- лес — оксим
- любить — колюбать
- мать — маныца
- молоко — гальмо
- начальник — вульт
- обмануть — оковпачить
- смешить — хохмить
- тарелка — наклюжа
- хорошо — клево
- целовать — похвалять
- ценные бумаги — локши
- церковь — плюса (или хлюса)
- я — манько
- яйцо — кито
- крест — ставер
- бог — охвес
- священник — корх
- рубль — хрущ
- книга для записи пожертвований — ребсанька
- человек — хирианица
- беглец — скитень
- воз — котень
- вор — клим
- глаза — липки
- город — шусто
- иди — пнай
- парикмахер — орбут

Этнолог Татьяна Луцевич, посвятившая лаборям свои научные работы, считает, что искусственный язык - это собрание слов из самых различных языков и диалектов. Многие слова были заимствованы из греческого, латинского, немецкого, других языков, другие являлись узколокальными и встречались только в какой-нибудь одной местности. Были и просто искаженные слова и  новообразования. В любом случае лаборский язык был достаточно развит — на нем разговаривали на самые разные темы. Женщины его не знали, поскольку не имели потребности в тайных беседах, а вот всех мальчиков обязательно учили местному диалекту с семилетнего возраста.